# Nonstop My FM
《Nonstop My FM》은 대한민국 광주광역시·전라남도 민영방송사 kbc의 라디오 kbc My FM(광주·전남 중북부,전남 서남부 FM 101.1MHz/전남 영광 FM 104.3MHz/전남 동부권 FM 96.7MHz/전남 광양 FM 90.7MHz)에서 매주 일요일 오후 4시, 가정에서 여행지에서 또는 이동중인 차안에서 누구나 즐겨들을 수 있는 뮤직퍼레이드 형식의 라디오 프로그램이다. 2021년 12월 12일 자로 23년만에 폐지되었다.

## 특징
- DJ 멘트 없이 BGM 형식의 논스톱으로 음악이 방송되는 프로그램이다.

## 순서
- 1부/2부(16:00~17:00) - 90년대 가요
- 3부/4부(17:00~18:00) - 7080
- 5부/6부(18:00~19:00) - 최신가요
- 7부/8부(19:00~20:00) - 팝송

| kbc My FM 일요일 프로그램 |                          |                      |
| 이전                      | Nonstop MyFM             | 다음                 |
| 두시탈출 컬투쇼           | Nonstop MyFM             | 영스트리트           |
| 오후 2시 ~ 오후 4시       | 오후 4시 ~ 오후 8시 (일) | 오후 8시 ~ 오후 10시 |
|                           |                          |                      |